# Estação Trinitat Nova

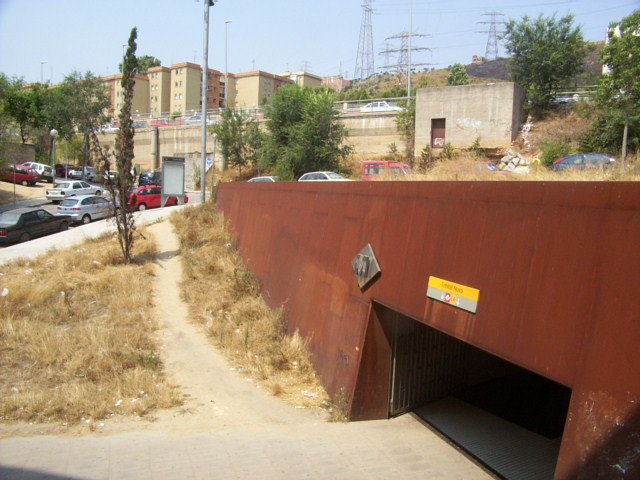
Acesso à estação.

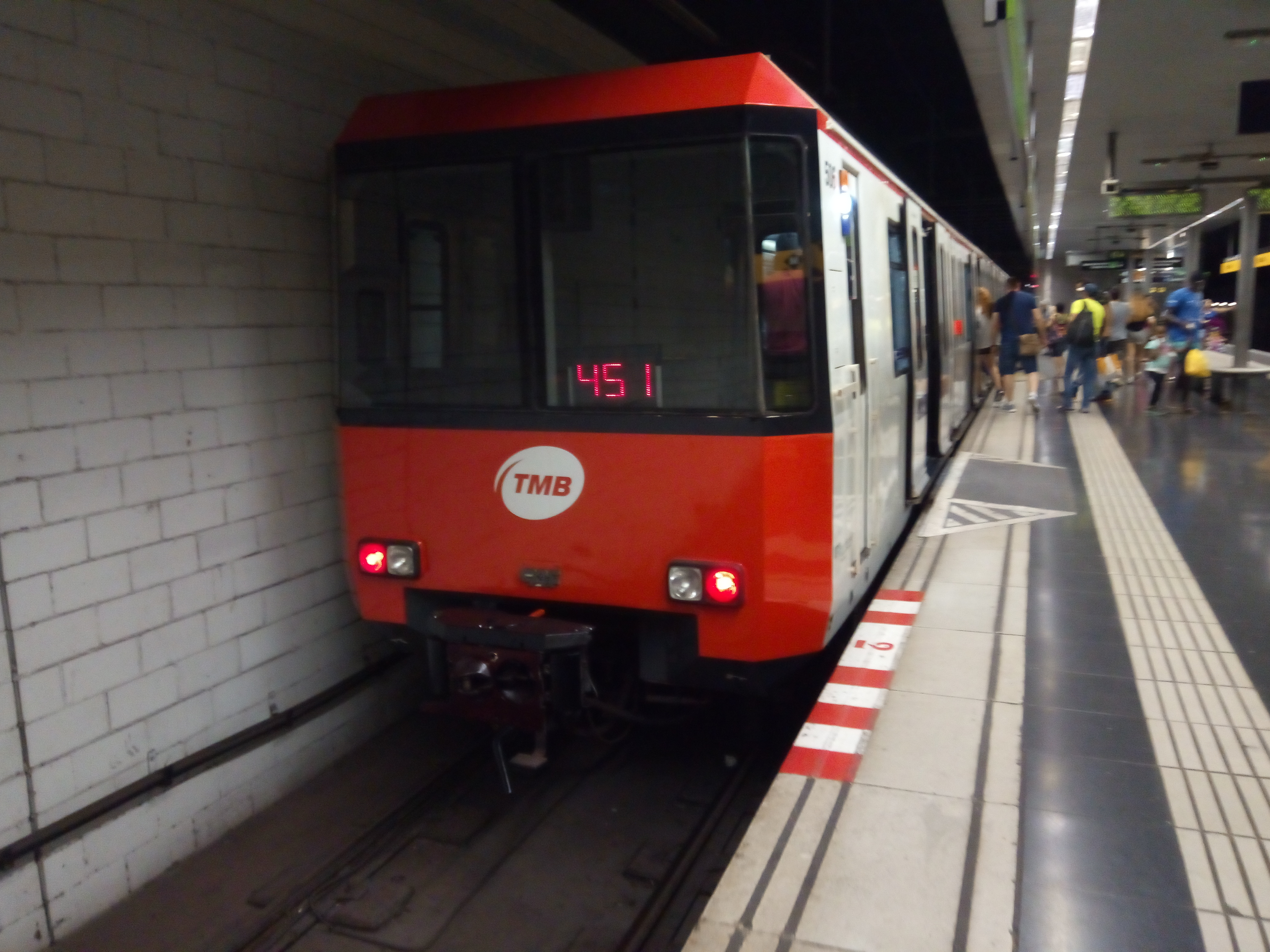
Estação Trinitat Nova.

Trinitat Nova (em catalão:  Estació de Trinitat Nova - em castelhano:  Estación de Trinitat Nova) é uma estação das linhas Linha 3 , Linha 4 e Linha 11 do Metro de Barcelona.

## História
O primeiro trecho da estação foi inaugurado em 1999, com a extensão da L4 da atual estação Via Júlia. A linha L11 foi inaugurada em 2003, como uma extensão do metrô de superfície à linha L4, em direção à estação de Can Cuiàs e compartilhando as plataformas da linha L4. A linha L3 chegou a Trinitat Nova em 4 de outubro de 2008, com plataformas próprias.

## Localização
A estação recebeu este nome em homenagem ao bairro vizinho de La Trinitat Nova, no distrito de Nou Barris, na cidade de Barcelona. As linhas L4 e L11 compartilham uma única plataforma de ilha, localizada abaixo da Carrer Aiguablava. Os trens da linha L4 entram e saem da extremidade sul da plataforma e normalmente terminam no lado leste da plataforma, enquanto os trens da linha L11 entram e saem da outra extremidade e terminam no outro lado da plataforma. A linha L3 usa uma plataforma de ilha separada com 100 metros de comprimento, situada entre Carrer Aiguablava e Carrer Chafarinas. As duas plataformas estão ligadas por passagens subterrâneas.